# Islas Campbell
Las islas Campbell (en inglés, Campbell Islands) son un pequeño grupo de islas deshabitadas del océano Pacífico localizadas al sur de la isla Sur de Nueva Zelanda. Las islas Campbell son uno de los grupos de islas subantárticas pertenecientes a Nueva Zelanda.

## Geografía
El grupo está formado por las siguientes islas: 
- Isla Campbell, la mayor del grupo, de 112,68 km² (52°32.4′S 169°8.7′E / -52.5400, 169.1450);
- Isla Dent, de 0,23 km² (52°31.15′S 169°3.75′E / -52.51917, 169.06250);
- Isla Folly
- Isla Jacquemart, de 0,19 km² (52°37′S 169°7.5′E / -52.617, 169.1250);
- Isla de Jeanette Marie, de 0,11 km²;
- Isla Monowai  (también conocida como la Lion Rock), de  0,08 km².

## Patrimonio de la Humanidad
Las islas son uno de los cinco subgrupos que forman las islas subantárticas de Nueva Zelanda, designadas en 1998 como Patrimonio de la Humanidad por la UNESCO (ref. 877-005, islas Campbell de Nueva Zelanda, con  11.331 ha). Los otros cuatro grupos de islas subantárticas de Nueva Zelanda en la región considerados patrimonio de la UNESCO son las islas Snares, islas Bounty, islas Antípodas e islas Auckland.